# Dexter (série de televisão)
Dexter é uma série de televisão americana de drama criminal e suspense centrada em Dexter Morgan, um assassino em série com diferentes padrões que trabalha como analista forense especialista em padrões de dispersão de sangue no departamento da polícia do Condado de Miami-Dade. O programa estreou em 1 de outubro de 2006 no canal Showtime e teve o seu último episódio em 22 de setembro de 2013. No entanto, teve seu retorno em 2021, com Dexter: New Blood, em 2024 com Dexter: Original Sin, e novamente em 2025 com Dexter: Resurrection.
Situado em Miami, sua primeira temporada foi fortemente baseada no livro Darkly Dreaming Dexter de Jeff Lindsay, o primeiro de sua série de romances Dexter. Temporadas posteriores apresentaram uma evolução distinta das obras de Lindsay. O livro foi adaptado para a televisão pelo roteirista James Manos Jr., que escreveu o episódio piloto.
Valendo-se do fato de ser um especialista forense em análise sanguínea e de trabalhar no Departamento de Polícia de Miami, Dexter, de um modo bem meticuloso e sem pistas, mata criminosos que a polícia não consegue trazer à Justiça. Ele organiza seus assassinatos em torno do "Código de Harry", um apanhado de regras e procedimentos desenvolvidos por seu pai adotivo, Harry, para garantir que seu filho nunca seja preso e assegurar que ele mate apenas outros assassinos. Harry também treinou Dexter quanto a interagir convincentemente com outras pessoas apesar de ser um sociopata. Seus relacionamentos desenvolvidos durante a série, no entanto, acabam por mal suceder em seu estilo de vida duplo e a levantar dúvidas quanto a sua necessidade de matar.
A série é exibida no Brasil desde 2007 pelo canal FX Brasil e no canal Liv, desde dezembro de 2010 na RedeTV!.
Em Portugal a série estreou a 6 de fevereiro de 2008 na RTP2. Em julho de 2009, passou para a FOX Portugal, onde permaneceu até 2014.

## Enredo
Órfão aos três anos de idade, Dexter Morgan é adotado pelo oficial da polícia Harry Morgan e a sua esposa Doris. Após descobrir que o jovem Dexter esteve a matar animais de estimação na vizinhança, Harry passa a ver o jovem como um psicopata, ensinando-lhe o código como uma maneira de canalizar os seus instintos violentos contra pessoas que "merecem". Neste código, as vítimas de Dexter devem ser assassinos que mataram inocentes, com propensão a continuar a fazê-lo. Dexter também deve reunir provas de que o criminoso é culpado. O aspeto mais importante, no entanto, é ele jamais ser apanhado. Diversos flashbacks durante a série mostram Harry, morto anos antes, instruindo Dexter em como parecer normal e cobrir os seus rastros.
Dexter segue o código religiosamente para satisfazer o seu Passageiro Sombrio (nome dado por ele à sua compulsão em matar) e, assim como muitos assassinos em série, guarda os seus troféus: antes de acabar com um malfeitor, Dexter faz uma pequena incisão com um bisturi na bochecha direita da vítima e recolhe uma amostra sanguínea, que ele preserva numa lâmina de vidro e guarda numa caixa escondida dentro do seu aparelho de ar-condicionado. Dexter é capaz de fingir emoções "normais" e manter a sua fachada de bom amigo e vizinho prestativo. Ele desenvolve, contudo, alguns relacionamentos pessoais, cultivando uma afeição pela sua irmã Debra. Inicialmente, ela desconhece o treino de Harry e os segredos de Dexter, sentindo por isso inveja do tratamento preferencial que o seu pai deu ao filho adotivo, mas nas últimas temporadas, "Deb" acaba tendo conhecimento do "passageiro-negro" de seu irmão após flagrá-lo em ação. Como parte do seu "disfarce", Dexter namora uma mulher chamada Rita, traumatizada após anos de abuso nas mãos do seu ex-marido, Paul Bennett e, consequentemente, incapaz de qualquer intimidade com o atual namorado. Isto agrada Dexter, que acredita que tornar-se íntimo de Rita pode revelar-lhe o seu lado negro. Ele gosta de crianças em geral, mantendo assim uma boa relação com os dois filhos de Rita, Astor (Christina Robinson) e Cody (Preston Bailey) e posteriormente, com o seu próprio filho, Harrison.

## Personagens

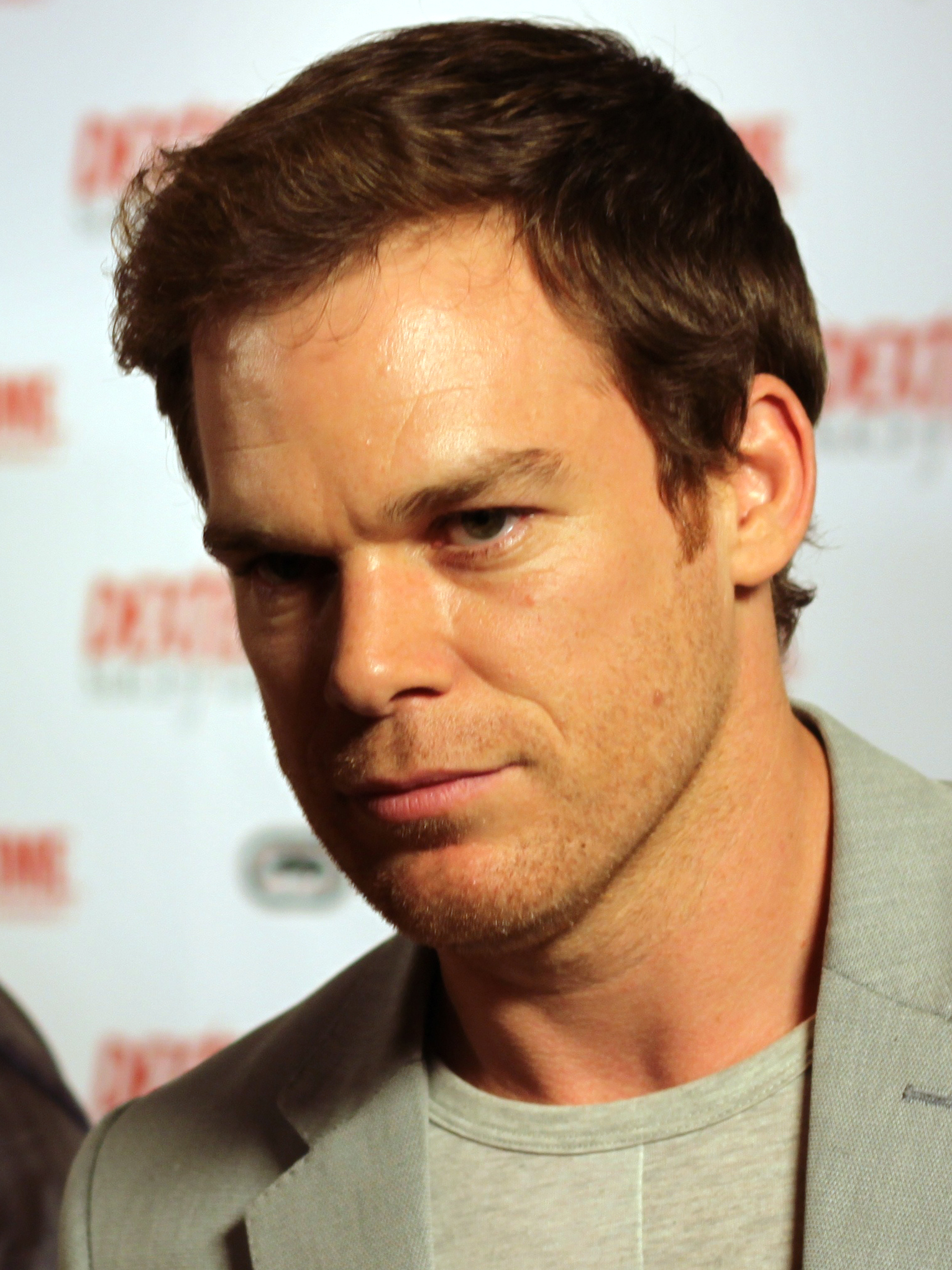
Michael C. Hall como Dexter Morgan.

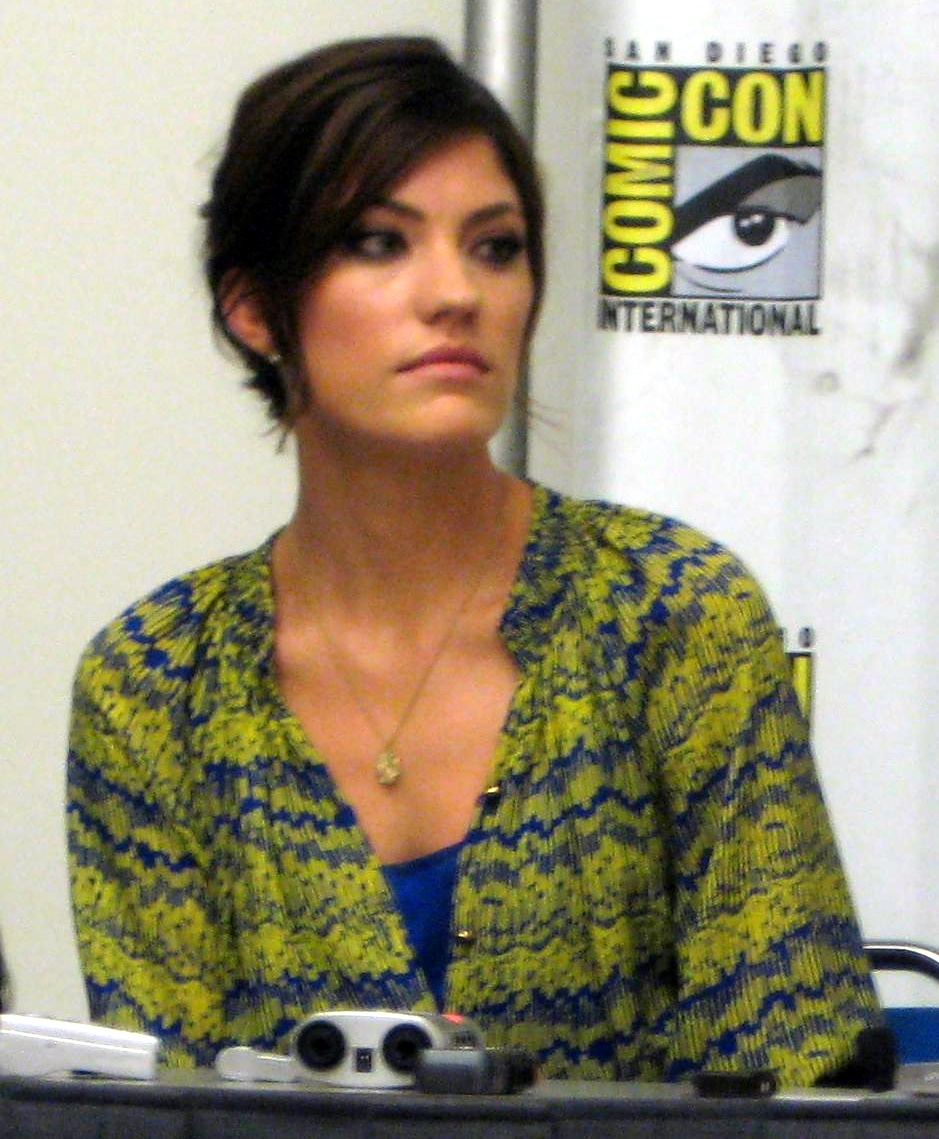
Jennifer Carpenter como Debra Morgan.

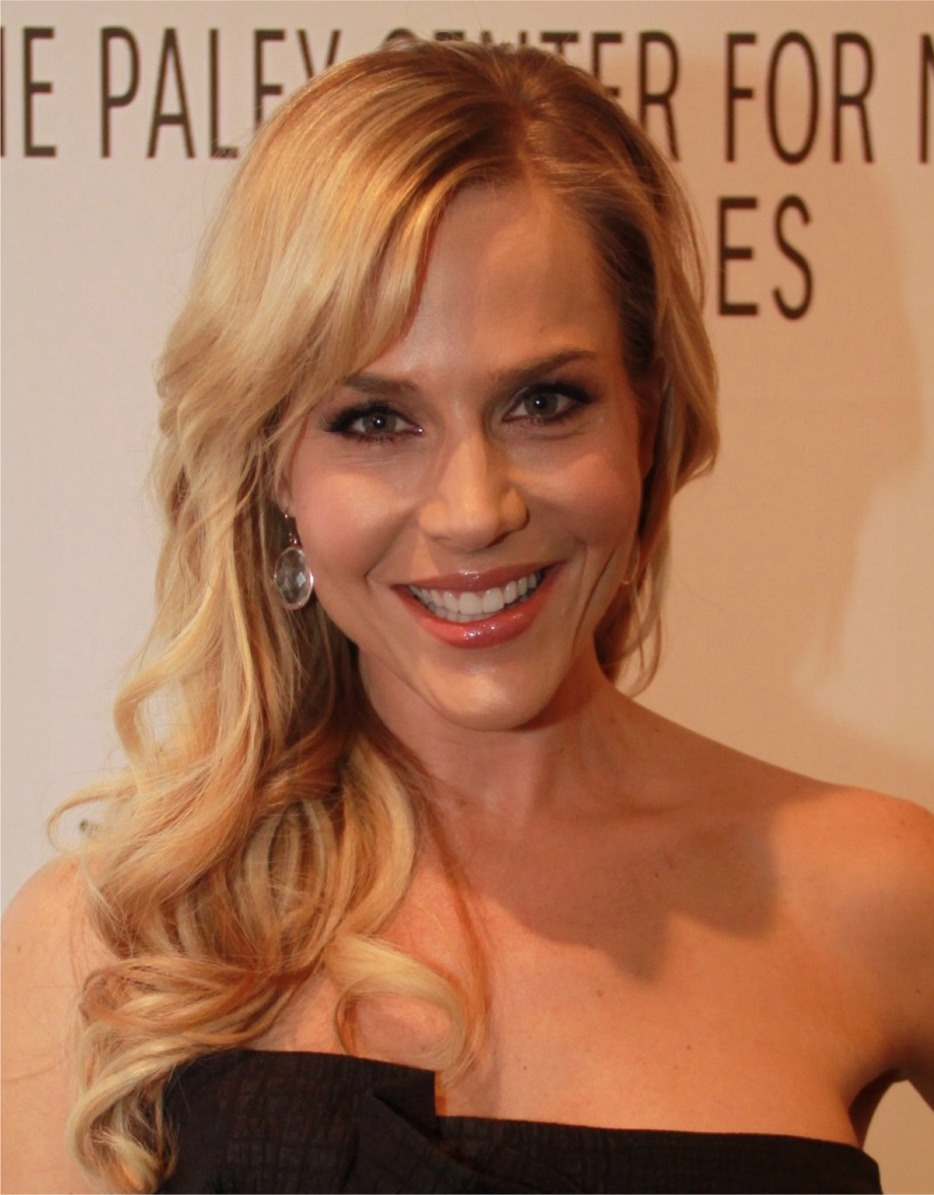
Julie Benz como Rita Bennett.

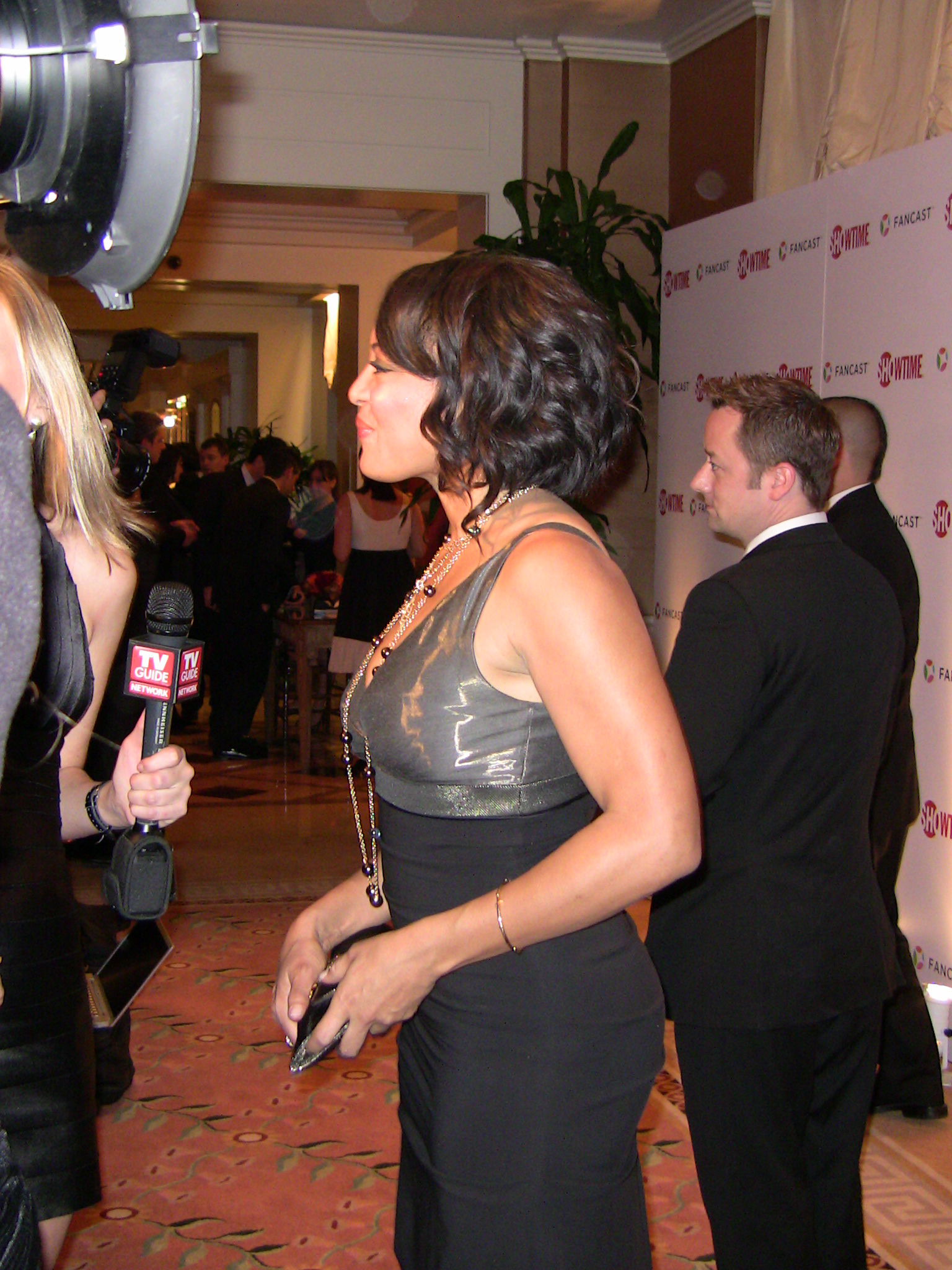
Lauren Vélez como Maria LaGuerta.

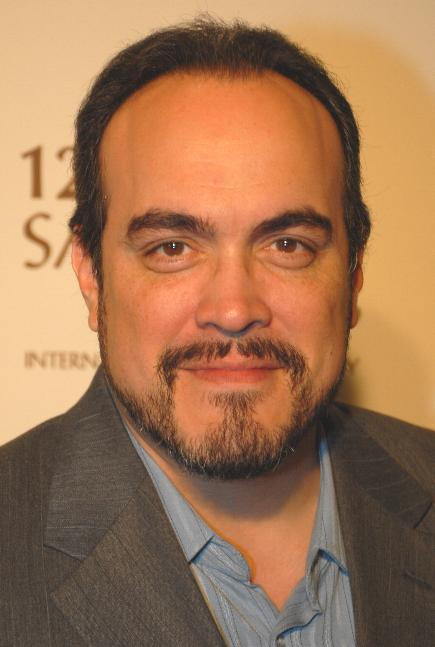
David Zayas como Angel Batista.

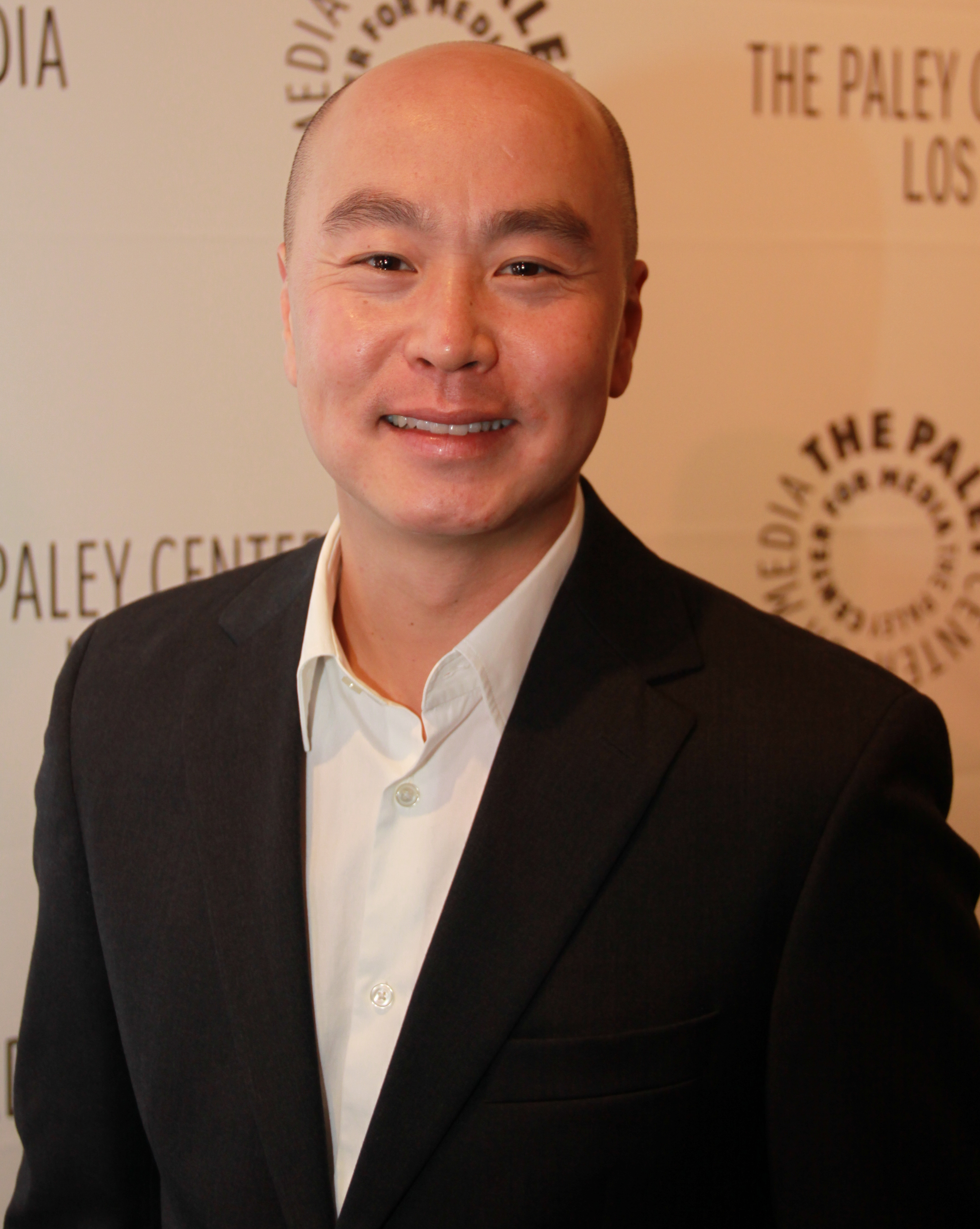
C.S. Lee como Vince Masuoka.

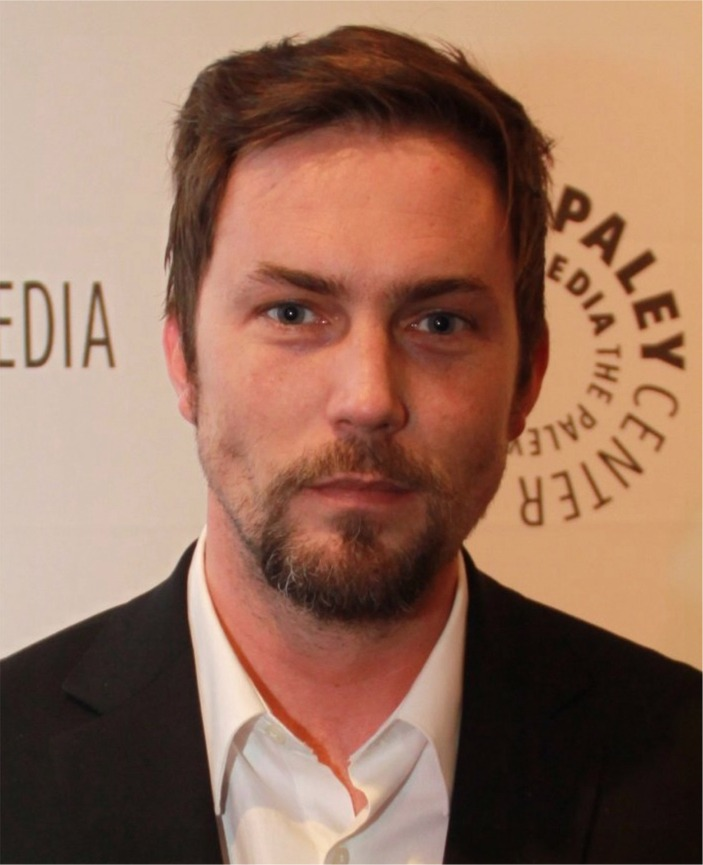
Desmond Harrington como Joey Quinn.

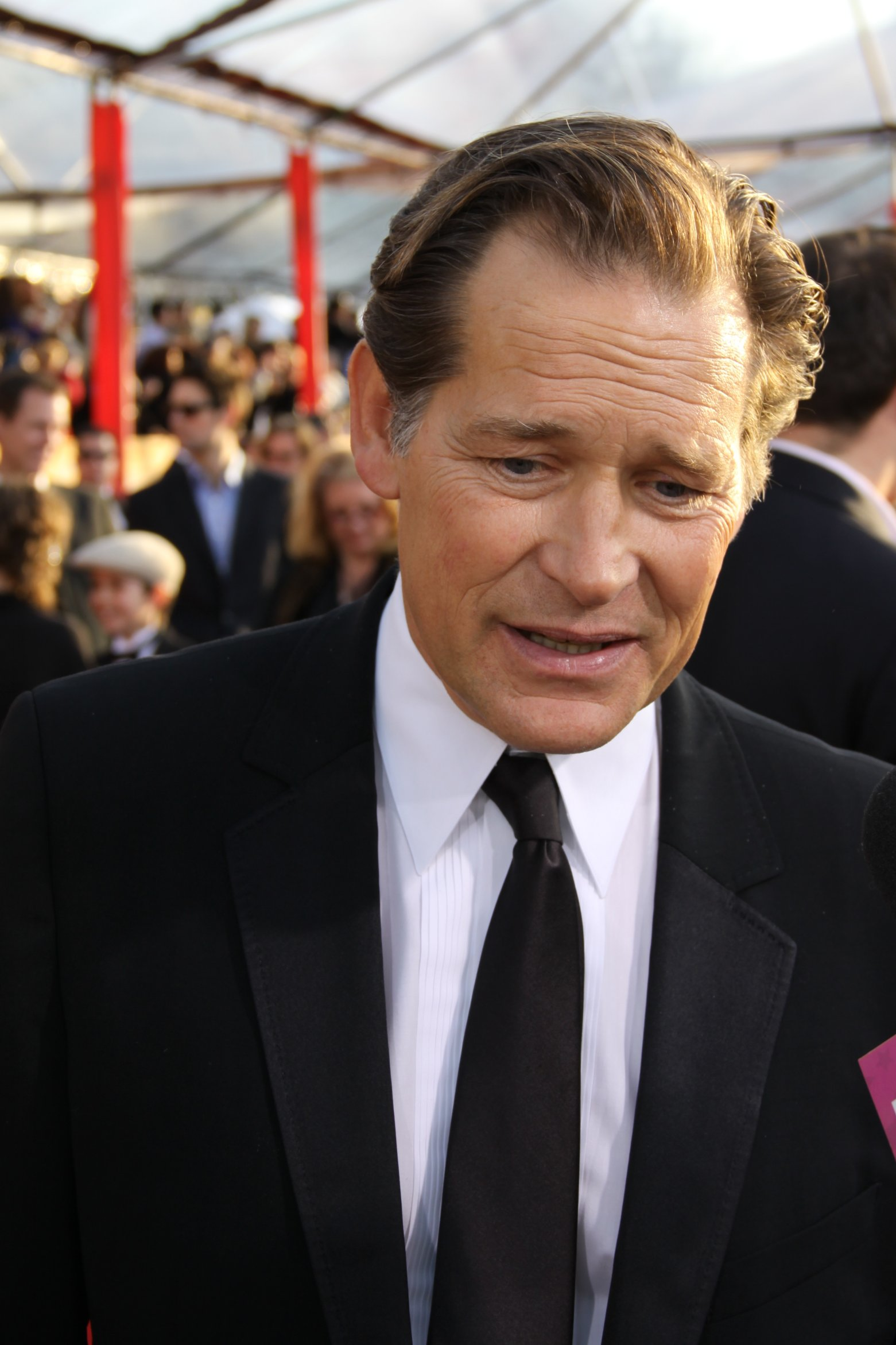
James Remar como Harry Morgan.

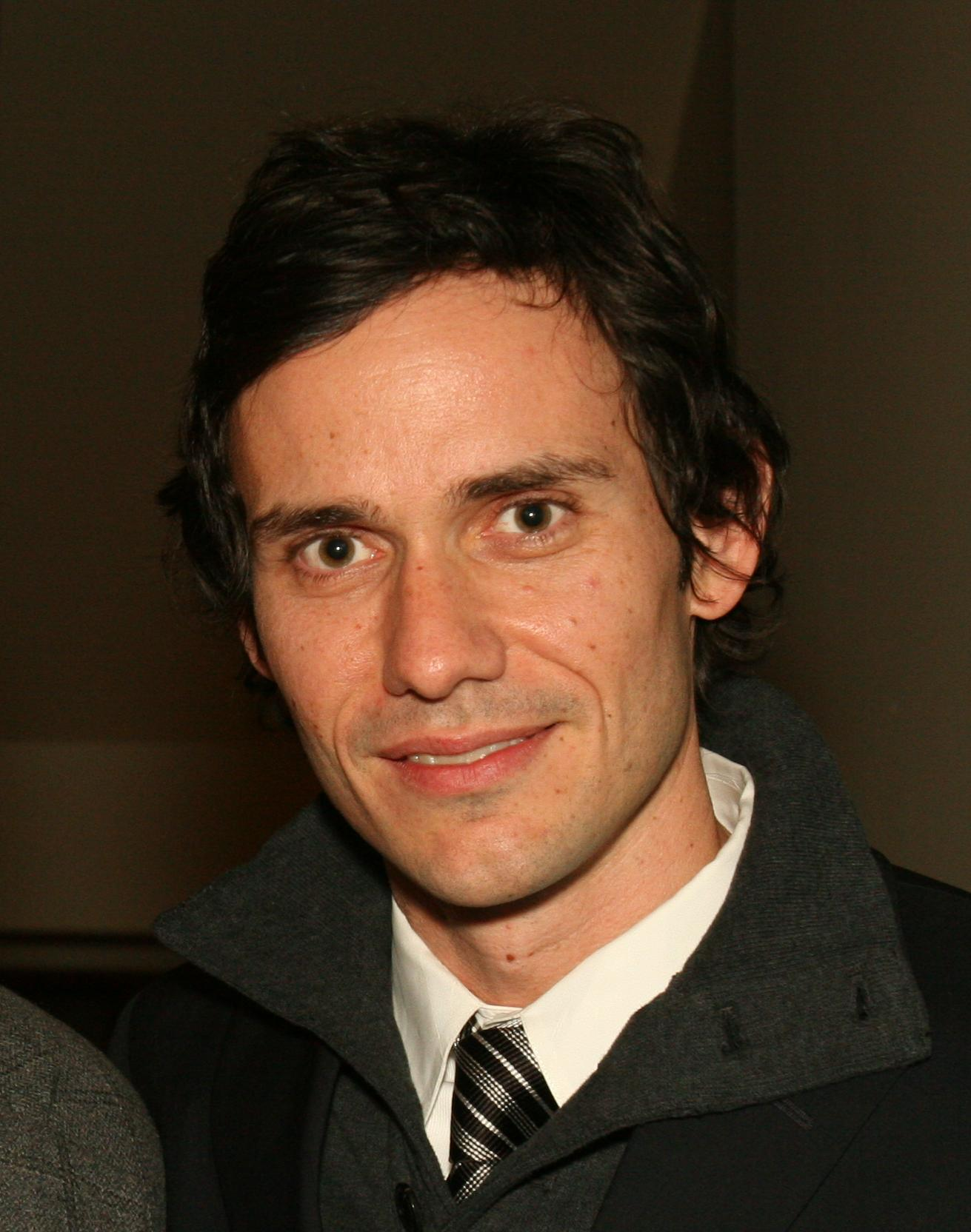
Christian Camargo como Brian Moser.

- Dexter Morgan (Michael C. Hall) — O protagonista e narrador da série, trabalha como analista forense especialista em padrões de dispersão de sangue no departamento de polícia do Condado de Miami-Dade, levando uma vida dupla como assassino em série.

- Debra Morgan (Jennifer Carpenter) — Irmã mais nova de Dexter e filha biológica de Harry Morgan. Acredita conhecer o seu pai, apesar de ignorar por completo os segredos que ele manteve, em particular aqueles relacionados ao seu irmão. Inspirada pela carreira lendária do seu pai na polícia, ela decide entrar para a corporação, onde tenta desesperadamente tornar-se detetive a Divisão de Homicídios.

- Harry Morgan  (James Remar) — O falecido pai adotivo de Dexter. Foi detetive e integrante respeitável do Departamento de Polícia de Miami. Embora falecido, participa frequentemente na série, com Dexter tendo visões do seu pai e ele aconselhando-o.
- Rita Bennett Morgan (Julie Benz) — Mãe divorciada de dois filhos, recuperando-se dos abusos sofridos nas mãos do seu ex-marido, Paul. Arrisca um relacionamento com Dexter, com o qual a cada temporada se aproxima mais.
- Maria LaGuerta (Lauren Vélez) — A durona e determinada tenente no comando da Divisão de Homicídios, com uma antipatia direcionada particularmente a Debra.

- Angel Batista  (David Zayas) — Detetive da Divisão de Homicídios, trabalha próximo a Dexter (a quem considera um amigo) durante os casos, frequentemente recorrendo a ele em busca de conselhos nas investigações.

- James Doakes (Erik King) — Sargento da polícia, serve como detetive e investigador-chefe da Divisão de Homicídios. Odeia instintivamente Dexter, demonstrando os seus sentimentos em relação a ele sempre que possível.

- Vince Masuka (C.S. Lee) — Investigador forense chefe do Departamento de Polícia, trabalha em conjunto com Dexter no laboratório e em cenas de crime.

- Joseph "Joey" Quinn (Desmond Harrington) — Detetive com um passado questionável transferido para a Divisão de Homicídios.

## Elenco

### Principal
| Dexter Morgan       | Michael C. Hall    | Principal  | Principal  | Principal | Principal  | Principal  | Principal  | Principal  | Principal |           |           |
| Debra Morgan        | Jennifer Carpenter | Principal  | Principal  | Principal | Principal  | Principal  | Principal  | Principal  | Principal |           |           |
| Angel Batista       | David Zayas        | Principal  | Principal  | Principal | Principal  | Principal  | Principal  | Principal  | Principal |           |           |
| Harry Morgan        | James Remar        | Principal  | Principal  | Principal | Principal  | Principal  | Principal  | Principal  | Principal |           |           |
| Vince Masuka        | C.S. Lee           | Principal  | Principal  | Principal | Principal  | Principal  | Principal  | Principal  | Principal |           |           |
| María LaGuerta      | Lauren Vélez       | Principal  | Principal  | Principal | Principal  | Principal  | Principal  | Principal  |           |           |           |
| James Doakes        | Erik King          | Principal  | Principal  |           |            |            |            | Convidado  |           |           |           |
| Rita Bennett Morgan | Julie Benz         | Principal  | Principal  | Principal | Principal  | Convidado  |            |            |           |           |           |
| Thomas Matthews     | Geoff Pierson      | Recorrente | Recorrente |           | Recorrente | Recorrente | Recorrente | Recorrente | Principal |           |           |
| Joey Quinn          | Desmond Harrington |            |            | Principal | Principal  | Principal  | Principal  | Principal  | Principal | Principal | Principal |
| Jamie Batista       | Aimee Garcia       |            |            |           |            |            | Recorrente | Recorrente | Principal |           |           |

### Coadjuvantes
| Ator/Atriz         | Personagem         | Temporadas | Temporadas   | Temporadas | Temporadas | Temporadas | Temporadas   | Temporadas   | Temporadas |
| Ator/Atriz         | Personagem         | 1ª         | 2ª           | 3ª         | 4ª         | 5ª         | 6ª           | 7ª           | 8ª         |
| ------------------ | ------------------ | ---------- | ------------ | ---------- | ---------- | ---------- | ------------ | ------------ | ---------- |
| Mark Pellegrino    | Paul Bennett       | Recorrente | Participação |            |            |            |              |              |            |
| Christina Robinson | Astor Bennett      | Regular    | Regular      | Regular    | Regular    | Recorrente |              | Recorrente   |            |
| Daniel Goldman     | Cody Bennett       | Regular    | Regular      | Regular    | Regular    | Recorrente |              | Recorrente   |            |
| Christian Camargo  | Brian Moser        | Regular    | Regular      |            |            |            | Participação |              |            |
| Jimmy Smits        | Miguel Prado       |            |              | Regular    |            |            |              |              |            |
| (vários bebês)     | Harrison Morgan    |            |              |            | Regular    | Regular    | Regular      | Recorrente   | Regular    |
| John Lithgow       | Arthur Mitchell    |            |              |            | Regular    |            |              |              |            |
| Keith Carradine    | Frank Lundy        |            | Regular      |            | Recorrente |            |              |              |            |
| Jonny Lee Miller   | Jordan Chase       |            |              |            |            | Recorrente |              |              |            |
| Julia Stiles       | Lumen Pierce       |            |              |            |            | Recorrente |              |              |            |
| Edward James Olmos | Prof. James Gellar |            |              |            |            |            | Recorrente   |              |            |
| Colin Hanks        | Travis Marshall    |            |              |            |            |            | Recorrente   | Participação |            |
| Billy Brown        | Mike Anderson      |            |              |            |            |            | Recorrente   | Participação |            |
| Mos Def            | Irmão Sam          |            |              |            |            |            | Recorrente   |              |            |
| Aimee Garcia       | Jamie Batista      |            |              |            |            |            | Regular      | Regular      | Recorrente |
| Ray Stevenson      | Isaak Sirko        |            |              |            |            |            |              | Regular      |            |
| Yvonne Strahovski  | Hannah McKay       |            |              |            |            |            |              | Regular      | Recorrente |
| Charlotte Rampling | Dr. Evelyn Vogel   |            |              |            |            |            |              |              | Regular    |

## Prêmios

### Recebidos
2006
- AFI Awards — Programa de TV do Ano — Seleção Oficial
- IGN — Melhor Programa Novo
- IGN — Melhor Ator — Michael C. Hall
- IGN — Melhor Vilão — The Ice Truck Killer
- IGN — Melhor Personagem — Dexter Morgan
- Satellite Awards — Melhor Atriz Coadjuvante em Série — Julie Benz

2007
- Emmy — Melhor Design de Título de Abertura
- Emmy — Melhor Edição com Uma Câmera para Série, Drama
- IGN — Melhor Argumento
- IGN — Melhor Programa de Televisão
- Satellite Awards — Melhor Ator coadjuvante em série de TV — David Zayas
- Satellite Awards — Melhor Ator em série dramática — Michael C. Hall
- Satellite Awards — Melhor série dramática
- Saturn Awards — Melhor Ator em série de TV — Michael C. Hall
- Television Critics Association — Melhor Ator em série dramática — Michael C. Hall

2008
- Saturn Awards — Melhor série de TV a cabo
- Scream Awards — Melhor série
- Jammin - Bobs Mauley

2009
- Globo de Ouro — Melhor ator em série de drama — Michael C. Hall
- Globo de Ouro — Melhor ator coadjuvante em série de televisão, minissérie ou filme feito para a TV — John Lithgow

2010
- Emmy – Melhor ator convidado em série dramática — John Lithgow
- Emmy – Melhor diretor em série dramática — Steve Shill
- SAG Awards - Melhor Ator em série dramática — Michael C. Hall

2011
- People's Choice Awards — Melhor série Obssesion

### Indicações
2006
- IGN — Melhor Programa de Televisão
- Satellite Awards — Melhor Ator em série de drama — Michael C. Hall
- Satellite Awards — Melhor série de TV, Drama
- Golden Globe — Melhor Ator em Série de Drama — Michael C. Hall

2007
- Golden Globe — Melhor Ator em Série de Drama — Michael C. Hall
- SAG — Melhor Ator em Série de Drama — Michael C. Hall
- Emmy — Melhor filmagem de câmera única em série dramática
- Emmy — Melhor abertura
- Saturn Awards — Melhor ator coadjuvante em série dramática — James Remar
- Saturn Awards — Melhor atriz coadjuvante em série dramática — Jennifer Carpenter
- Saturn Awards — Melhor série de TV a cabo

2008
- Emmy — Melhor Ator em Série de Drama — Michael C. Hall
- Emmy — Melhor Série de TV, Drama
- Emmy — Melhor direção de Arte — Tony Cowley, Linda Spheeris
- Emmy — Melhor Cinematografia — Romeo Tirone
- Golden Globe — Melhor Ator em Série de Drama — Michael C. Hall
- Saturn Awards — Melhor atriz codjuvante em série dramática — Jaime Murray
- Golden Globe — Melhor Série de TV, Drama
- WGA — Melhor Série de TV, Drama
- SAG — Melhor Ator em Série de Drama — Michael C. Hall
- SAG — Melhor elenco em Série de Drama
- People Choise — Favorite TV Obsession

2009
- Emmy — Melhor Série de TV, Drama
- Emmy — Melhor Ator em Série de Drama — Michael C. Hall
- Emmy — Melhor Ator Convidado em uma Série Dramática — Jimmy Smits
- Golden Globe — Melhor Ator em Série de Drama — Michael C. Hall
- Golden Globe — Melhor Série de TV, Drama
- People Choise — Favorite TV Obsession
- SAG — Melhor ator em Drama — Michael C. Hall
- SAG — Melhor Elenco em Série de Drama

2010
- Golden Globe — Melhor Série de TV, Drama
- Emmy — Melhor Série de TV, Drama
- Emmy — Melhor Ator em Série de Drama — Michael C. Hall
- Emmy — Melhor elenco em Série de Drama
- Emmy — Melhor Trilha Sonora de Série Dramática ou Cômica
- Scream Awards — Melhor Programa de TV
- Scream Awards — Melhor atriz — Julie Benz
- Scream Awards — Melhor Ator — Michael C. Hall
- Scream Awards — Melhor Vilão John Lithgow como o Assassino Trinity
- Scream Awards — Melhor Atriz coadjuvante — Jennifer Carpenter
- Ewwy Award — Best Supporting Actress in a Drama Series — Jennifer Carpenter
- SAG — Melhor Elenco em Série de Drama

2011
- Golden Globe — Melhor Série de TV, Drama
- Golden Globe — Melhor Ator em Série de Drama — Michael C. Hall
- Golden Globe — Melhor Atriz coadjuvante — Julia Stiles
- SAG — Melhor Ator em Série de Drama — Michael C. Hall
- SAG — Melhor Elenco em Série de TV, Drama

## Livros
A série Dexter é baseada nos livros de Jeff Lindsay, que são os seguintes:
- Darkly Dreaming Dexter (2004) (lançado no Brasil como Dexter - A Mão Esquerda de Deus pela Editora Planeta em julho de 2008)
- Dearly Devoted Dexter (2005) (lançado no Brasil como Querido e Devotado Dexter pela Editora Planeta em setembro de 2009)
- Dexter in the Dark (2007) (lançado no Brasil como Dexter no Escuro pela Editora Planeta em abril de 2010)
- Dexter by Design (2009) (Lançado no Brasil como " Dexter: Design de um assassino" pela Editora Planeta em Fevereiro de 2011)
- Dexter Is Delicious (2010) (Lançado no Brasil como "Dexter é Delicioso" pela Editora Planeta em outubro de 2011)
- Double Dexter (2011)(Lançado no Brasil como "Duplo Dexter" pela Editora Planeta em setembro de 2012)
- Dexter's Final Cut (2013)(Lançado no Brasil como "Dexter Em Cena" pela Editora Planeta em setembro de 2013)
- Dexter is dead (2015) (Lançado no Brasil como "Dexter está morto" pela Editora Planeta em outubro de 2015)

Em 2013, a Marvel Comics, lançou uma minissérie em história em quadrinhos do personagem, intitulada "Dexter".